# Nefzaoua
Nefzaoua (نفزاوة) è una regione del sud-ovest della Tunisia, delimitata da Chott el Jerid a ovest, dal Grande Erg Orientale a sud e dall'altopiano di Dahar a est.
Amministrativamente, il territorio è nel Governatorato di Kebili e copre 2.208 milioni di ettari, di cui 15.300 ettari di oasi. Storicamente la regione attraeva i missionari.